# 学生無年金訴訟
学生無年金訴訟（がくせいむねきんそしょう）とは国民年金が任意加入だった学生時代に重い障害を負った者が国民年金に加入していなかったことを理由に障害基礎年金を不支給とした処分の取り消しと損害賠償を国に求めた訴訟。

## 概要
2001年7月以降、学生時代に年金未加入の状態や年金未納の状態で重い障害を負った約30人が、障害年金を受け取れないとして全国の9地裁で提訴した。国民年金が創設された1961年から学生は任意加入であり、20歳以上の学生が強制加入となるのは1991年4月からであった（学生納付特例制度は2000年4月から）。
地裁段階では国の広報が不十分だったことや1985年の国民年金法改正時に学生を対象外としたのは違憲として不支給処分を取り消して国に損害賠償を命ずる判決が出たが、高裁段階では「国の広報が不十分との指摘に対し、専業主婦の任意加入率は高かった」等として退けて原告の敗訴とする判決が出た。最高裁でも原告の敗訴とする棄却判決が出て、2009年3月17日までに全ての判決が確定した。原告の勝訴が確定した唯一の例として、障害基礎年金の支給要件である「20歳前の診断」を受けていなかったとして年金が支給されなかった岩手県の男性について、統合失調症の診断を受けたのは20歳1ヶ月であるが、20歳になる前に統合失調症が原因の胃腸の不調で診断を受けたことについて「20歳前の診断」と判断されて経緯から不支給処分を取り消す判決が2008年10月15日に確定した裁判がある。
学生無年金問題を受けて、2004年に特定障害者に対する特別障害給付金の支給に関する法律が成立し、障害の程度によって月額4、5万円を支給する制度が2005年4月から始まっている。